# Resolutie 833 Veiligheidsraad Verenigde Naties
Resolutie 833 van de Veiligheidsraad van de Verenigde Naties werd unaniem door de VN-Veiligheidsraad goedgekeurd op 27 mei 1993.

## Achtergrond
Op 2 augustus 1990 viel Irak zijn zuiderbuur Koeweit binnen en bezette dat land. De Veiligheidsraad veroordeelde de inval nog diezelfde dag middels resolutie 660 en later kregen de lidstaten carte blanche om Koeweit te bevrijden. Eind februari 1991 was die strijd beslecht en legde Irak zich neer bij alle aangenomen VN-resoluties.
Er werd een commissie opgericht die de exacte grens tussen Irak en Koeweit moest afbakenen. Deze zou haar werkzaamheden in november 1992 afronden.

## Inhoud

### Waarnemingen
De Veiligheidsraad herinnerde eraan dat de VN-Irak Koeweit-Grensafbakeningscommissie geen grondgebied herverdeelde, maar enkel voor de eerste keer de exacte coördinaten van de grens tussen Koeweit en Irak bepaalde op basis van het akkoord tussen die twee landen uit 1963. Irak werd herinnerd aan zijn verplichtingen op basis van resolutie 687 en volgende, die de basis van het staakt-het-vuren vormden. De raad verwelkomde ook de secretaris-generaals beslissing om in afwachting van een andere technische regeling de fysieke voorstelling van de grens te behouden.

### Handelingen
De Veiligheidsraad verwelkomde en waardeerde het werk van de Grensafbakeningscommissie dat met succes was afgerond. De raad bevestigde ook dat de beslissingen van de commissie over de grens definitief waren en eiste dat Irak en Koeweit de onschendbaarheid van die internationale grens zouden respecteren.

## Verwante resoluties
- Resolutie 778 Veiligheidsraad Verenigde Naties (1992)
- Resolutie 806 Veiligheidsraad Verenigde Naties
- Resolutie 899 Veiligheidsraad Verenigde Naties (1994)
- Resolutie 949 Veiligheidsraad Verenigde Naties (1994)

Lijst ·  800 ·  801 ·  802 ·  803 ·  804 ·  805 ·  806 ·  807 ·  808 ·  809 ·  810 ·  811 ·  812 ·  813 ·  814 ·  815 ·  816 ·  817 ·  818 ·  819 ·  820 ·  821 ·  822 ·  823 ·  824 ·  825 ·  826 ·  827 ·  828 ·  829 ·  830 ·  831 ·  832 ·  833 ·  834 ·  835 ·  836 ·  837 ·  838 ·  839 ·  840 ·  841 ·  842 ·  843 ·  844 ·  845 ·  846 ·  847 ·  848 ·  849 ·  850 ·  851 ·  852 ·  853 ·  854 ·  855 ·  856 ·  857 ·  858 ·  859 ·  860 ·  861 ·  862 ·  863 ·  864 ·  865 ·  866 ·  867 ·  868 ·  869 ·  870 ·  871 ·  872 ·  873 ·  874 ·  875 ·  876 ·  877 ·  878 ·  879 ·  880 ·  881 ·  882 ·  883 ·  884 ·  885 ·  886 ·  887 ·  888 ·  889 ·  890 ·  891 ·  892